# Paul Langton
Paul Langton (Salt Lake City, 17 aprile 1913 – Burbank, 15 aprile 1980) è stato un attore statunitense.
Ha recitato in 50 film dal 1943 al 1964 ed è apparso in quasi cento produzioni televisive dal 1951 al 1972.

## Biografia
Paul Langton nacque a Salt Lake City, nello Utah, il 17 aprile 1913.
Debuttò nel 1943, non accreditato, nel film Sacrificio supremo e in televisione nell'episodio The Call della serie televisiva Suspense, andato in onda il 5 giugno 1951. Interpretò poi il ruolo di Leslie Harrington in 218 puntate della soap opera Peyton Place dal 1964 al 1968. Il ruolo gli diede un buon livello di celebrità. Continuò comunque a recitare per la televisione in ruoli secondari fino agli inizi degli anni settanta.
Morì a Burbank, in California, il 15 aprile 1980.

## Filmografia

### Cinema
- Sacrificio supremo (First Comes Courage), regia di Dorothy Arzner (1943)
- We've Never Been Licked, regia di John Rawlins (1943)
- La croce di Lorena (The Cross of Lorraine), regia di Tay Garnett (1943)
- Destinazione Tokyo (Destination Tokyo), regia di Delmer Daves (1943)
- Il matrimonio è un affare privato (Marriage Is a Private Affair), regia di Robert Z. Leonard (1944)
- Missione segreta (Thirty Seconds Over Tokyo), regia di Mervyn LeRoy (1944)
- Dark Shadows, regia di Paul Burnford, Walter Hart (1944)
- Gentle Annie, regia di Andrew Marton (1944)
- L'uomo ombra torna a casa (The Thin Man Goes Home), regia di Richard Thorpe (1945)
- This Man's Navy, regia di William A. Wellman (1945)
- The Hidden Eye, regia di Richard Whorf (1945)
- Purity Squad, regia di Harold F. Kress (1945)
- Al caporale piacciono le bionde (What Next, Corporal Hargrove?), regia di Richard Thorpe (1945)
- I sacrificati (They Were Expendable), regia di John Ford (1945)
- Magic on a Stick, regia di Cy Endfield (1946)
- The Hoodlum Saint, regia di Norman Taurog (1946)
- Il coraggio di Lassie (Courage of Lassie), regia di Fred M. Wilcox (1946)
- Nuvole passeggere (Till the Clouds Roll By), regia di Richard Whorf (1946)
- Mio fratello parla con i cavalli (My Brother Talks to Horses), regia di Fred Zinnemann (1947)
- Il mare d'erba (The Sea of Grass), regia di Elia Kazan (1947)
- La cavalcata del terrore (The Romance of Rosy Ridge), regia di Roy Rowland (1947)
- Per te io muoio (For You I Die), regia di John Reinhardt (1947)
- Fighting Back, regia di Malcolm St. Clair (1948)
- Venere e il professore (A Song Is Born), regia di Howard Hawks (1948)
- Trouble Preferred, regia di James Tinling (1948)
- Il grande alleato (Big Leaguer), regia di Robert Aldrich (1953)
- Jack Slade l'indomabile (Jack Slade), regia di Harold D. Schuster (1953)
- Return from the Sea, regia di Lesley Selander [1954)
- The Snow Creature, regia di W. Lee Wilder (1954)
- Murder Is My Beat, regia di Edgar G. Ulmer (1955)
- All'inferno e ritorno (To Hell and Back), regia di Jesse Hibbs (1955)
- Il grande coltello (The Big Knife), regia di Robert Aldrich (1955)
- Il pistolero dell'Utah (Utah Blaine), regia di Fred F. Sears (1957)
- Radiazioni BX: distruzione uomo (The Incredible Shrinking Man), regia di Jack Arnold (1957)
- Cuban calypso (Calypso Heat Wave), regia di Fred F. Sears (1957)
- Anonima omicidi (Chicago Confidential), regia di Sidney Salkow (1957)
- Girl in the Woods, regia di Tom Gries (1958)
- Il mostro dell'astronave (It! The Terror from Beyond Space), regia di Edward L. Cahn (1958)
- The Cosmic Man, regia di Herbert S. Greene (1959)
- Assalto dallo spazio (Invisible Invaders), regia di Edward L. Cahn (1959)
- Addio dottor Abelman! (The Last Angry Man), regia di Daniel Mann (1959)
- Il canale della morte (The Big Night), regia di Sidney Salkow (1960)
- Tre vengono per uccidere (Three Came to Kill), regia di Edward L. Cahn (1960)
- Il patto dei cinque (Dime with a Halo), regia di Boris Sagal (1963)
- La notte del delitto (Twilight of Honor), regia di Boris Sagal (1963)
- I quattro del Texas (4 for Texas), regia di Robert Aldrich (1963)
- Lo sport preferito dall'uomo (Man's Favorite Sport?), regia di Howard Hawks (1964)
- Compagnia di codardi? (Advance to the Rear), regia di George Marshall (1964)
- Elettroshock (Shock Treatment), regia di Denis Sanders (1964)
- Scandalo in società (Youngblood Hawke), regia di Delmer Daves (1964)

### Televisione
- Tales of Tomorrow – serie TV, un episodio (1951)
- Armstrong Circle Theatre – serie TV, un episodio (1952)
- CBS Television Workshop – serie TV, un episodio (1952)
- Goodyear Television Playhouse – serie TV, 2 episodi (1952)
- The Doctor – serie TV, episodi 1x04-1x17 (1952)
- Chevron Theatre – serie TV, un episodio (1952)
- Fireside Theatre – serie TV, un episodio (1953)
- Your Jeweler's Showcase – serie TV, un episodio (1953)
- Mayor of the Town – serie TV, un episodio (1954)
- Waterfront – serie TV, un episodio (1954)
- Danger – serie TV, 5 episodi (1951-1954)
- Suspense – serie TV, 6 episodi (1951-1954)
- The Web – serie TV, 3 episodi (1951-1954)
- Cavalcade of America – serie TV, un episodio (1954)
- The Public Defender – serie TV, un episodio (1954)
- Dr. Harvey W. Wiley – film TV (1955)
- The Whistler – serie TV, episodio 1x19 (1955)
- Studio One – serie TV, 3 episodi (1952-1955)
- Studio 57 – serie TV, un episodio (1955)
- Damon Runyon Theater – serie TV, episodio 1x04 (1955)
- City Detective – serie TV, un episodio (1955)
- The Lone Wolf – serie TV, un episodio (1955)
- Treasury Men in Action – serie TV, un episodio (1955)
- Front Row Center – serie TV, un episodio (1955)
- Il cavaliere solitario (The Lone Ranger) – serie TV, 2 episodi (1954-1955)
- Celebrity Playhouse – serie TV, episodio 1x03 (1955)
- Four Star Playhouse – serie TV, un episodio (1955)
- The Ford Television Theatre – serie TV, 3 episodi (1953-1955)
- Frontier – serie TV, un episodio (1955)
- Letter to Loretta – serie TV, 5 episodi (1953-1955)
- Lux Video Theatre – serie TV, 2 episodi (1955-1956)
- Navy Log – serie TV, episodio 1x36 (1956)
- Kraft Television Theatre – serie TV, 3 episodi (1951-1956)
- Alfred Hitchcock presenta (Alfred Hitchcock Presents) – serie TV, un episodio (1956)
- The Gray Ghost – serie TV, episodio 1x11 (1957)
- The Restless Gun – serie TV, episodio 1x03 (1957)
- Schlitz Playhouse of Stars – serie TV, 5 episodi (1954-1957)
- Telephone Time – serie TV, un episodio (1957)
- Code 3 – serie TV, un episodio (1957)
- Il tenente Ballinger (M Squad) – serie TV, un episodio (1958)
- Broken Arrow – serie TV, 2 episodi (1957-1958)
- Matinee Theatre – serie TV, 3 episodi (1956-1958)
- Mike Hammer – serie TV, 2 episodi (1958)
- The Further Adventures of Ellery Queen – serie TV, episodio 1x06 (1958)
- Lawman – serie TV, un episodio (1958)
- Playhouse 90 – serie TV, un episodio (1958)
- Steve Canyon – serie TV, un episodio (1958)
- State Trooper – serie TV, 2 episodi (1957-1959)
- The Lineup – serie TV, un episodio (1959)
- I racconti del West (Zane Grey Theater) – serie TV, un episodio (1959)
- Alcoa Presents: One Step Beyond – serie TV, un episodio (1959)
- The Millionaire – serie TV, 2 episodi (1955-1959)
- The Rough Riders – serie TV, episodio 1x32 (1959)
- Men Into Space – serie TV, episodi 1x04-1x12 (1959)
- Tightrope – serie TV, episodio 1x17 (1960)
- Markham – serie TV, un episodio (1960)
- Hawaiian Eye – serie TV, episodio 1x19 (1960)
- Tales of Wells Fargo – serie TV, un episodio (1960)
- Lo sceriffo indiano (Law of the Plainsman) – serie TV, episodio 1x29 (1960)
- Not for Hire – serie TV, episodio 1x30 (1960)
- Gli uomini della prateria (Rawhide) – serie TV, episodio 2x29 (1960)
- Shotgun Slade – serie TV, un episodio (1960)
- The Chevy Mystery Show – serie TV, episodio 1x03 (1960)
- Bat Masterson – serie TV, un episodio (1960)
- Il magnifico King (National Velvet) – serie TV, episodio 1x19 (1961)
- Laramie – serie TV, un episodio (1961)
- The Brothers Brannagan – serie TV, un episodio (1961)
- Lassie – serie TV, un episodio (1961)
- Tallahassee 7000 – serie TV, un episodio (1961)
- Avventure in paradiso (Adventures in Paradise) – serie TV, episodio 2x21 (1961)
- The Roaring 20's – serie TV, un episodio (1961)
- Gunsmoke – serie TV, 3 episodi (1958-1961)
- Cheyenne – serie TV, un episodio (1961)
- Scacco matto (Checkmate) – serie TV, episodio 2x09 (1961)
- Indirizzo permanente (77 Sunset Strip) – serie TV, episodio 4x15 (1961)
- Ripcord – serie TV, episodio 1x34 (1962)
- Bus Stop – serie TV, episodio 1x15 (1962)
- Carovane verso il west (Wagon Train) – serie TV, 2 episodi (1958-1962)
- Perry Mason – serie TV, 5 episodi (1958-1962)
- Alcoa Premiere – serie TV, un episodio (1962)
- Undicesima ora (The Eleventh Hour) – serie TV, un episodio (1962)
- Gli intoccabili (The Untouchables) – serie TV, 2 episodi (1960-1962)
- Mister Ed, il mulo parlante (Mister Ed) – serie TV, un episodio (1962)
- The Brighter Day – serie TV (1954)
- Il dottor Kildare (Dr. Kildare) – serie TV, un episodio (1963)
- Il virginiano (The Virginian) – serie TV, episodio 1x18 (1963)
- Il carissimo Billy (Leave It to Beaver) – serie TV, un episodio (1963)
- Ai confini della realtà (The Twilight Zone) – serie TV, 2 episodi (1959-1963)
- Il fuggiasco (The Fugitive) – serie TV, un episodio (1963)
- The Crisis (Kraft Suspense Theatre) – serie TV, un episodio (1964)
- The Travels of Jaimie McPheeters – serie TV, episodio 1x21 (1964)
- Peyton Place – serie TV, 218 episodi (1964-1968)
- Sui sentieri del West (The Outcasts) – serie TV, episodio 1x03 (1968)
- Operazione ladro (It Takes a Thief) – serie TV, un episodio (1968)
- L'immortale (The Immortal) – serie TV, un episodio (1970)
- Ironside – serie TV, un episodio (1971)
- Io e i miei tre figli (My Three Sons) – serie TV, episodio 12x12 (1971)
- Squadra emergenza (Emergency!) – serie TV, un episodio (1972)

## Doppiatori italiani
Nelle versioni in italiano delle opere in cui ha recitato, Paul Langton è stato doppiato da:
- Augusto Marcacci in All'inferno e ritorno
- Gualtiero De Angelis in Il grande coltello
- Cesare Fantoni in Radiazioni BX: distruzione uomo
- Emilio Cigoli in Assalto dallo spazio
- Ferruccio Amendola in Lo sport preferito dall'uomo